# Pont-sur-Yonne
Pont-sur-Yonne [pɔ̃ syʁ jɔn] ist eine französische Gemeinde mit 3357 Einwohnern (Stand 1. Januar 2022) in der Region Bourgogne-Franche-Comté im Département Yonne. Sie liegt im Arrondissement Sens und im Kanton Pont-sur-Yonne.

## Geographie

### Lage
Die Gemeinde befindet sich auf 65 bis 194 m Meereshöhe am Fluss Yonne. Pont-sur-Yonne liegt an der Straße von Sens nach Paris, ca. 90 Kilometer von der französischen Hauptstadt entfernt. Mit 13,9 Quadratkilometern zählt Pont-sur-Yonne im Nordwesten Burgunds zu den kleineren Gemeinden Frankreichs.

### Einwohner
| 1962 | 1968 | 1975 | 1982 | 1990 | 1999 | 2008 | 2018 |
| 2176 | 2343 | 2705 | 2933 | 3212 | 3134 | 3123 | 3286 |

## Geschichte

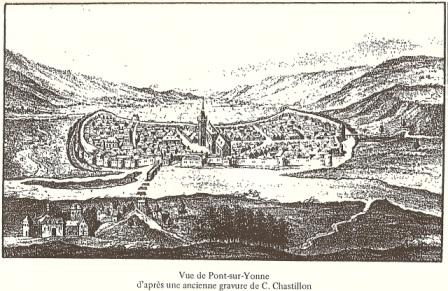
Pont-sur-Yonne auf einem Stich von Claude Chastillon (1559–1616)

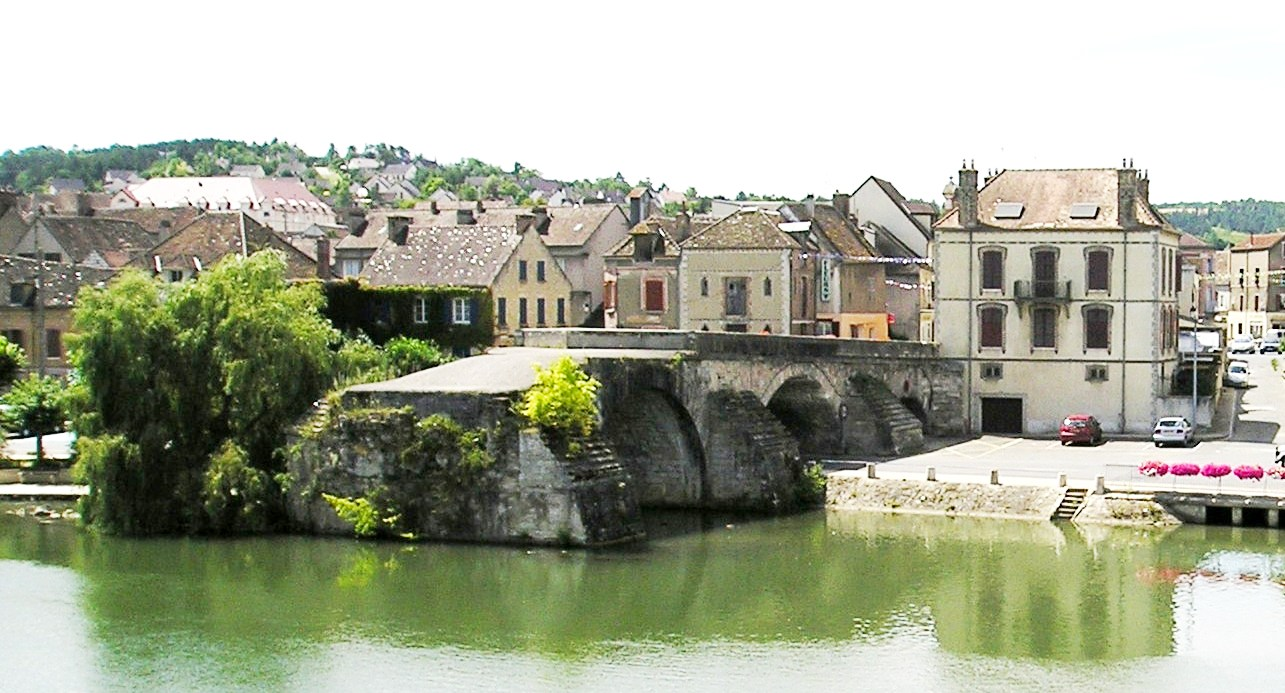
Reste der zerstörten Brücke

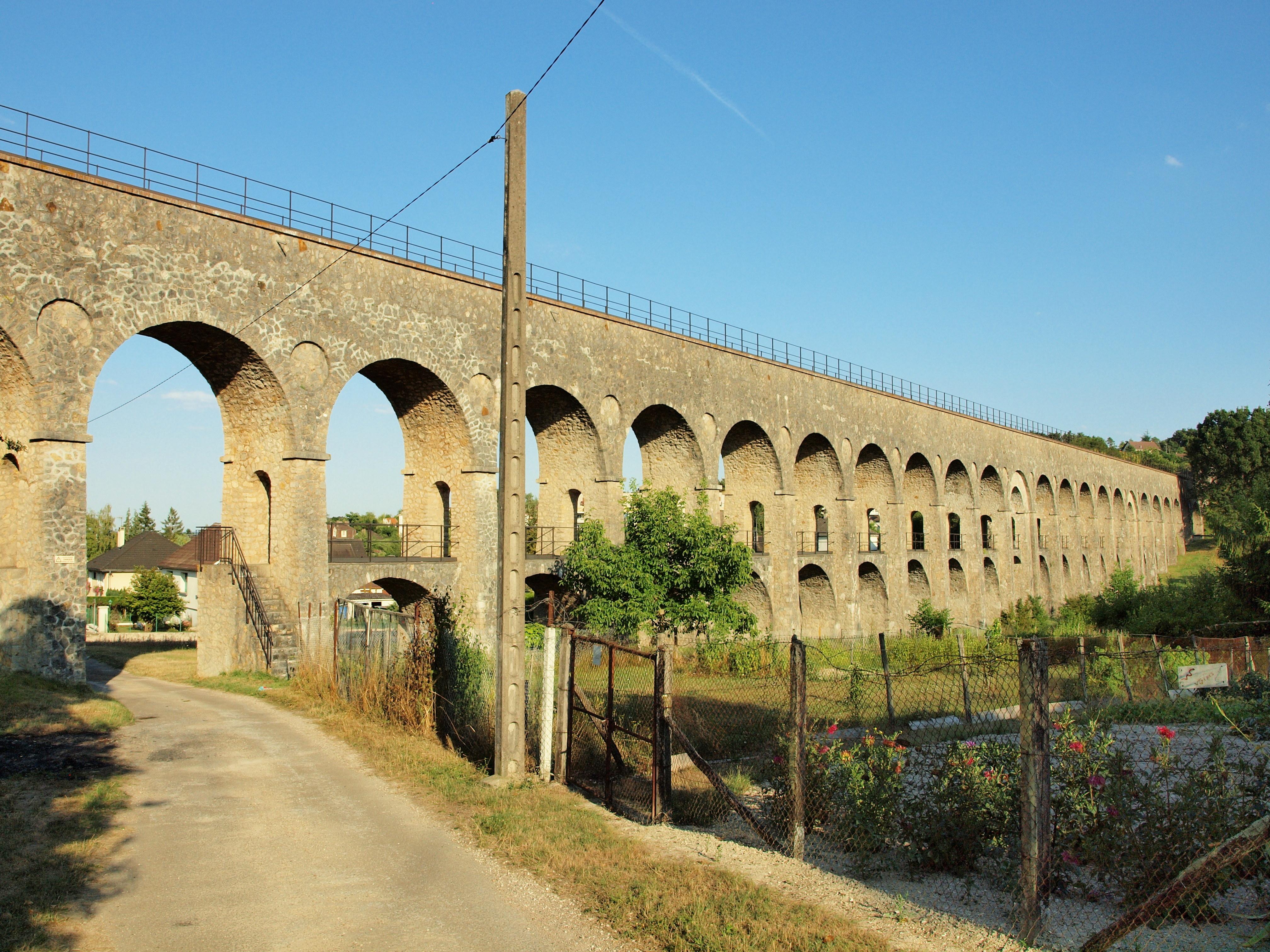
Aqueduc de la Vanne in Pont-sur-Yonne

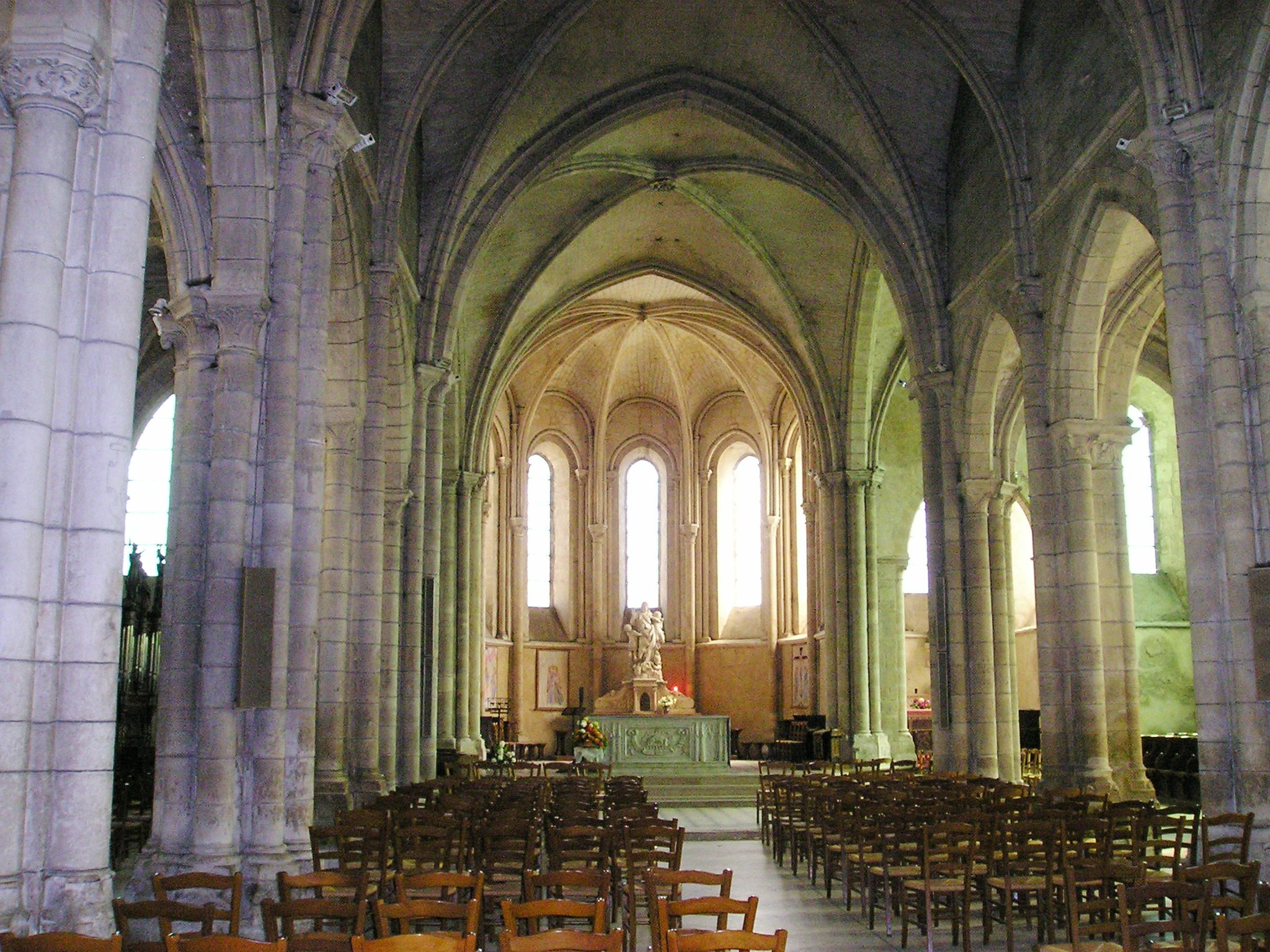
Innenansicht der Kirche

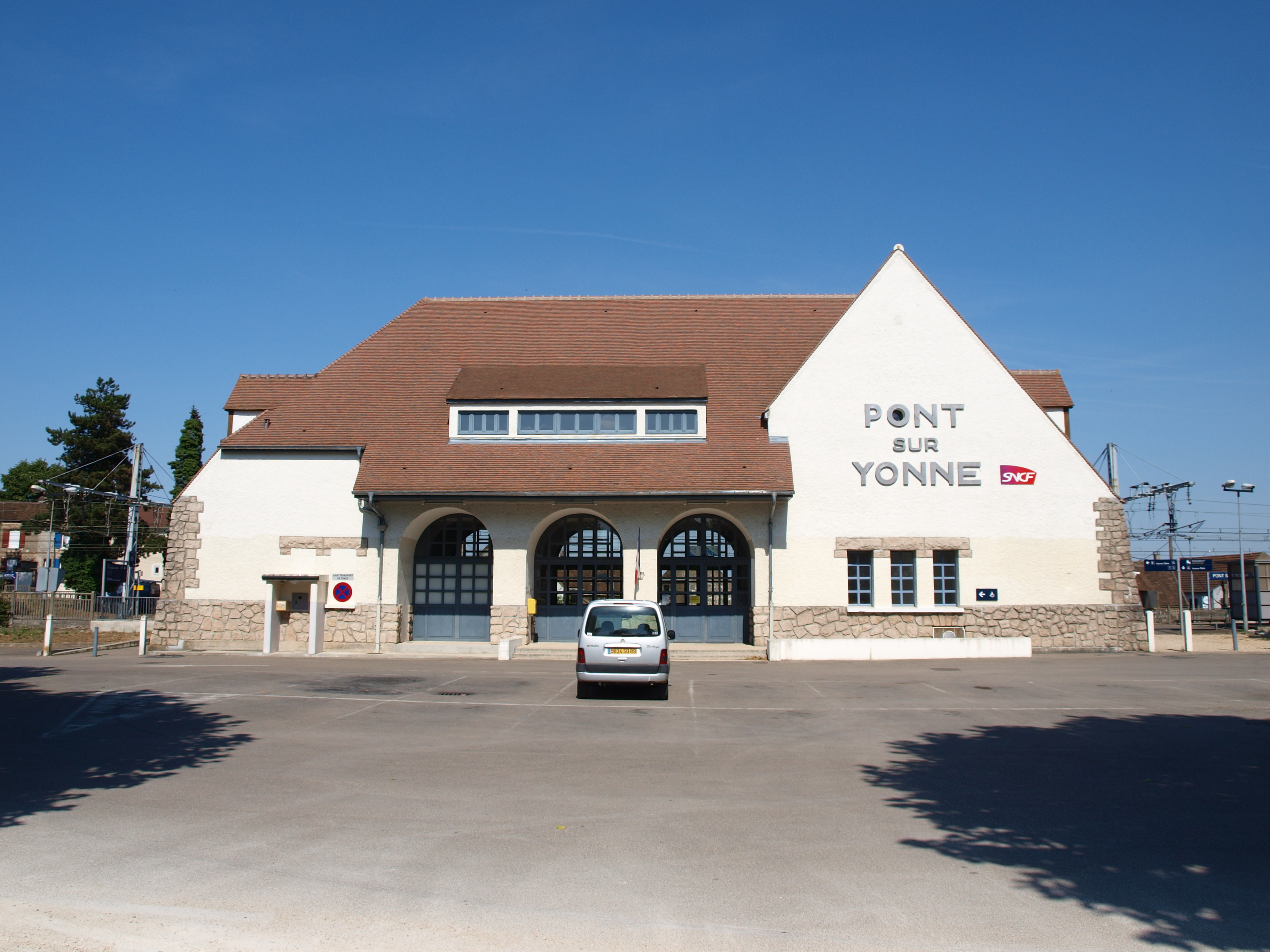
Bahnhof

Ursprünglich gehörte die Stadt zum nahegelegenen Villemanoche. 754 hieß der Ort Pons Icaunae (von lat. pons, Brücke), gemeint war die Ansiedelung an einer (hölzernen) Brücke über die Yonne. Im 9. Jahrhundert bezeichnet der Liber Sacramentorum der Erzbischöfe von Sens die Stadt als „Pontum“. Daraus entwickelte sich die Bezeichnung „Pont“. Die alte Bogenbrücke von 1175 wurde im 17. Jahrhundert rekonstruiert. Sie ist nach ihrer Zerstörung im und nach dem Zweiten Weltkrieg nur noch in denkmalgeschützten Resten (drei Bögen) vorhanden und wurde durch eine moderne Brücke ersetzt.
1870–1873 wurde in Pont-sur-Yonne ein 235 m langes Teilstück und im Nachbarort Villeperrot ein 1,5 km langes Brücken-Aquädukt über die Yonne als Teil des 156 km langen Aqueduc de la Vanne errichtet, mit dem Paris Quellwasser aus dem Bereich der Vanne zugeführt wird. Die Aquäduktbrücke über die Yonne bei Pont-sur-Yonne besteht aus 156 Bögen von 6 bis 40 m Spannweite und dürfte weltweit das erste größere Bauwerk aus Massen-Stampfbeton gewesen sein. Der erste der großen Bögen musste viermal errichtet werden, bis die erforderliche Festigkeit erreicht war.
Am 3. November 1919 ereignete sich bei Pont-sur-Yonne ein schwerer Eisenbahnunfall: Der Simplon-Express, aus Paris nach Süden unterwegs, kam außerplanmäßig zum Halten. Ihm folgte der Paris–Genf-Express. Dessen Lokomotivführer übersah das „Halt“ gebietende Signal, das den Simplon-Express schützen sollte, und fuhr in dessen Zugschluss hinein. Mindestens 18 Menschen starben, nach anderen Angaben waren es 26. Die Angaben zu den Verletzten schwanken zwischen 42 und 60.

## Sehenswürdigkeiten
- Die Pfarrkirche Notre-Dame (Unsere Frau) ist ein Bau der Gotik (12. – 16. Jahrhundert) mit einem kreuzförmigen Grundriss (3 Längsschiffe, 1 Querschiff mit 2 Kapellen, fünfgliedriger Chor). Der Glockenturm im Südwesten der Kirche ist 26 m hoch und schiefergedeckt; die eigentlich Turmspitze erhebt sich zwischen vier kleineren kegelförmigen Spitzen.
- Der Bahnhof ist 2004 durch Brand beschädigt worden; die Rekonstruktion ist dem Bahnhof von Trouville-Deauville architektonisch nachempfunden.

## Wirtschaft
- SCHOTT Pharmaceutical Packaging, Niederlassung zur Produktion von pharmazeutischen Glasverpackungen

## Sonstiges
- In der Nacht von 4. auf 5. Januar 1960 starb auf der N 5 bei Pont-sur-Yonne Albert Camus den Unfalltod im Wagen seines Verlegers.

## Gemeindepartnerschaften
- Seit 1994 mit Geraberg, Ortsteil der Landgemeinde Geratal in Thüringen
- Seit 1969 mit Morbach, dort gibt es bei der Sankt-Anna-Kirche einen „Pont-sur-Yonne-Platz“